# Acleris sparsana
Acleris sparsana es una especie de polilla del género Acleris, tribu Tortricini, familia Tortricidae. Fue descrita científicamente por Denis & Schiffermüller en 1775.
Se distribuye por Austria, Reino Unido, Suecia y Dinamarca. El período de vuelo ocurre en los meses de agosto, septiembre y octubre.

## Descripción
Posee una longitud de 11 milímetros y su envergadura es de 18-22 milímetros. Suele ser encontrada en bosques, parques y jardines y es reconocida por la coloración grisácea en las alas anteriores.